# Муроване (Самбірський район)
Муро́ване — село в Україні, у Хирівській міській громаді, Самбірського району, Львівської області. До 2020 року — адміністративний центр Мурованської сільської ради, якій були підпорядковані села Березів, Муроване, Тарнавка, Шумина. Орган місцевого самоврядування — Хирівська міська громада. Населення становить 689 осіб.

## Населення
У 1928 році в містечку мешкало 478 осіб. 1938 року в місті мешкало 410 поляків та 30 українців, а в селі — 58 поляків, 430 українців та 6 юдеїв. Станом на січень 1939 року у місті мешкало 600 осіб, з них: 150 українців, 430 поляків, 10 латинників та 10 юдеїв, а у селі — 590 осіб, з них: 520 українців, 60 латинників та 10 юдеїв. У 1968 році в селі мешкало 927 осіб, а за даними всеукраїнського перепису населення 2001 року — 689 осіб.
Мова
Розподіл населення за рідною мовою за даними перепису 2001 року був наступним:
| українська | 688 | 99,85 |
| польська   | 1   | 0,15  |

## Географія
Село Муроване розташоване за 8 км від міста Хирова, біля підніжжя Лисої Гори (659 м над рівнем моря), у долині річки Стривігор.

## Історія
Перші згадки про село Ляшки Муровані (нинішнє Муроване) відносяться до 1374 року (за іншими джерелами 1454 р.), було власністю родини Гербуртів — лицарів, які прибули в Галичину з Моравії.
З XVI століття Ляшки належали родині Тарлів, які у 1556 році збудували тут родинний замок (знищений росіянами за часу першої світової війни). Миколай Тарло — перемишльський хорунжий, придворний і королівський секретар, попіклувався про надання містечкові 1560 року магдебурзького права. Пізніше Ляшки Муровані стали власністю родини Мнішеків. Тут близько 1588 року народилася Марина Мнішек — дружина Дмитрія I, московська цариця. Містечко належало родині Мнішеків до 1815 року, після чого кілька разів змінювало власників.
До 1934 року тут існували дві окремі ґміни — Ляшки Муровані місто та Ляшки Муровані село.
За радянських часів у селі діяв колгосп імені Жданова, що спеціалізувався на рільництві та тваринництві.

## Пам'ятки, визначні місця

### Руїни замку Мнішеків
Замок, імовірно, розпочав зводити на початку XVI століття львівський хорунжий Андрій Тарло). Після його зруйнування 1559 року ренесансний замок відбудував його син, сандомирський хорунжий Миколай Тарло. З приданим його доньки Ядвіги Тарло замок перейшов до львівського старости Єжи Мнішека, який провів його перебудову на модну тоді резиденцію «palazzo in fortezza». П'ятикутний двоярусний замок з трьома круглими кутовими вежами, прямокутною надбрамною Годинниковою вежею височів на пагорбі над мочарами річки Стрв'яж. У замку 25 травня 1604 року Дмитро Іоанович просив руки Марини Мнішек у її батька Єжи Мнішека.
За старости саноцького Францішека Бернарда Мнішека — був його головною резиденцією. Замок сильно пошкодила пожежа. На відновлення якого власник замку витратив близько 200000 злотих. До кінця XVII століття замок обвели зовнішньою бастіонною лінією оборони з трьома бастіонами, двома наріжними вежами, каналом із річки для заводнення внутрішнього рову. План фортифікацій замку, парку виконав 1734 році Генрих Кляйн. Тодішній власник — Юзеф Вандалін Мнішех тримав у замку значну колекцію живопису та велику бібліотеку.
Станіслав Мнішек 1815 року продав замок Фридерику Зербоні де Сполетті. Нова пожежа 1835 року завдала замку значних пошкоджень. Власник не став відновлювати будівлі, а продав дахівку, цеглу з найбільш знищених вогнем її частин. 

### Костел Непорочного Зачаття Пресвятої Діви Марії і святого мученика Юрія
Початково місцеві римокатолики належали до парафії святого Лаврентія у Хирові, проте 4 лютого 1688 року з ініціативи чергових власників поселення Мнішеків тут заснована самостійна парафія з дерев'яним костелом Святого Юрія мученика, збудованим їхнім же коштом 1614 року.
У 1753 році цей храм замінив мурований бароковий костел Непорочного Зачаття Пресвятої Діви Марії і святого мученика Юрія, споруджений теж коштом Мнішеків. Але 1796 року австрійська влада через те, що парафіян було дуже мало (лише трохи більше сотні), передала святиню місцевим греко-католикам, котрі тоді втратили свою церкву через пожежу. Католицькі віряни латинського обряду Ляшек Мурованих увійшли до складу парафії святого Архангела Михаїла у Старій Солі і лише у 1900—1901 роках збудували новий мурований костел під титулом святого Йосифа.
Нові власники храму у XIX столітті адаптували переданий їм костел для потреб свого обряду. Ремонтні роботи у ньому відбулися у 1877 та 1903—1905 роках. У радянські часи святиню закрили, у 1988—1989 роках її ґрунтовно відновили мешканці села, а 1990 року колишній костел відійшов до Української автокефальної православної церкви.

### Костел Святого Йосифа Обручника
У 1900—1901 роках поряд з колишнім костелом Непорочного Зачаття Пресвятої Діви Марії і святого мученика Юрія, збудований  новий невеликий мурований храм під титулом святого Йосифа завдяки допомозі єпископа-ординарія Перемишльської дієцезії Лукаша Солецького, до якої у міжвоєнний період входила місцева парафія, та вірян з інших місцевостей Австро-Угорщини. 29 серпня 1903 року костел освятив єпископ-помічник Перемишльський Кароль Фішер. Цього ж року було утворено у Ляшках Мурованих парафіяльну філію, яка згодом стала самостійною парафією у складі міста і села, а також ще двох сусідніх сіл. 1914 року було споруджено дзвіницю. Ремонти та реконструкції храму проводилися у 1920-х та 1930-х роках, коли понад чотирма сотнями парафіян опікувався настоятель о. Йосиф Урбанек.
У 1944 році костел закрила радянська влада, яка з 1950-х років стала його використовувати як колгоспний склад. Після падіння комуністичного режиму храм до початку 2000-х років простояв у частково зруйнованому стані, поки його не передали греко-католикам, які його відремонтували як свою церкву.

### Пам'ятки природи
- Парк XVIII століття
- Алея вікових лип

## Відомі люди
В селі народилися:
- Гулянський Йосип Павлович (1923—1985) — майстер гутного скла.
- Лозинський Іван Миколайович (1927—1992) — український літературознавець, бібліограф, автор численних праць з літературознавства.
- Марина Мнішек — дружина московського царя Дмитрія I, у романівській та радянській, а згодом й у російській історіографії — «Лжедмітрія І».

У Мурованому бували: Ян Матейко (художник) та Александер Фредро (комедіограф, поет).